# Национална демократична албанска организация
Национална демократична албанска организация (на македонска литературна норма: Национална демократска шиптарска организација) е албанска националистическа революционна организация, съществувала във Вардарска Македония от 1945 до 1948 година, бореща се срещу комунистическата власт в Югославия и целяща образуването на Велика Албания.
Организацията е създадена в 1945 година, като в нея влизат членове на Бали Комбътар. Първият конгрес е проведен в Сърбия, на планината Копиляча, а вторият - в Гниляне. Кемал Искендери след германската капитулация, работи с Ариф Глобочица (Ариф капитан) (убит от ОЗНА в 1947 година) и неговата въоръжена група, която действа в областите на Тетово и Скопие против партизанското движение, а по-късно и с нападения върху милицията и югославските държавни органи. През лятото на 1945 година те се срещат в село Танушевци заедно с Исен Търпеза, Люан Гаши, Дин Ходжа, Ибраим Аки и Сулейман Асипи и се договарят за свикване на трети конгрес. Поддържат връзки с централното ръководство на НДШО в Бари. В политическата платформа се казва, че организацията е наследник на Бали Комбътар, но името е сменено заради компрометирането на балистите с колаборацията с италианците и германците. Джемаил Хасани, милиционер от Скопие, който скоро обаче е убит, отговаря за оръжието. Хасан Биляли трябва да поддържа връзки с Джон Серечи и Айет Грури в Косово и връзка с италианското и британското консулство в Скопие.
През юни 1946 година е формиран ЦК на НДАО, в който влиза Азем Морани. Организацията издига идеята, че свободата на албанската нация може да се постигне само чрез обединение в една държава. През втората половина на годината организацията е разбита, като продължава да съществува единствено в Кумановско до 1948 година.
Съдебният процес срещу лидерите на НДШО е проведен в Окръжния съд в Скопие от 26 януари до 4 февруари 1947 година. Кемал Искендери е осъден на смърт, заменена по-късно с 20 години затвор. Азем Морани, също е осъден на смърт, а Хасан Биляли е осъден на 20 години затвор. Исен Търпеза и Люан Гаши успяват да избягат в Гърция. Джон Серечи и Айет Грури са убити при акция на УДБА в Дреница, Косово.